# アラバマ川

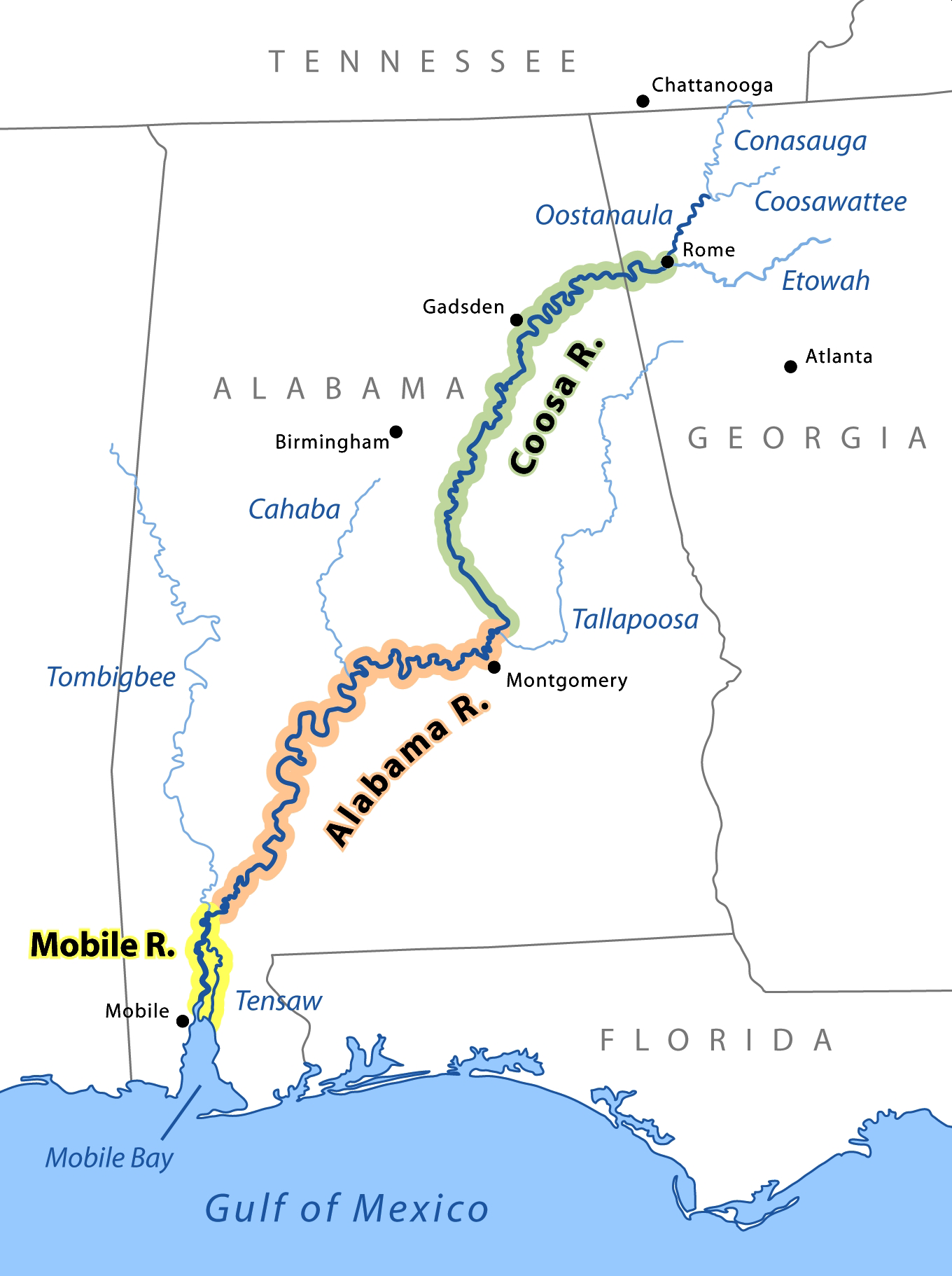
実質的にはひとつの河川であるモビール川、アラバマ川、クーサ川は、大きな川と合流するごとにその名を変える

アラバマ川（アラバマがわ、英: Alabama River）は、アメリカ合衆国のアラバマ州にある川。モンゴメリーの北約10kmで、タラプーサ川とクーサ川が合流して生まれる。
セルマの西を通った先、モービルの北約72kmでトンビグビー川と合流し、モービル川とテンソー川となってモービル湾にそそぐ。

## 概要
アラバマ川の流路は、かなり曲がりくねっている。川幅は50mから180m、水深は1mから12mのあいだで開きがある。全長はアメリカ地質調査所の測量で512.6km、蒸気船による測量では680km  。
アラバマ州の最も豊かな穀倉地帯と森林を流れる。鉄道が、この地域と州北中部の鉱山地帯を連絡している。
主な支流にはクーサ川とタラプーサ川のほかに、セルマの下流約10kmで合流する、全長312kmのカハバ川がある。クーサ川はアラバマ州の鉱山地帯を流れる川で、喫水の浅い船ではジョージア州ロームからウェタンプカの上流約188km地点（ロームの下流約164km、グリーンズポートの下流42km）までと、ウェタンプカからタラプーサ川との合流点まで航行できる。連邦政府によって、川床はかなり改善された。
ジョージア州ポールディング郡に水源がある、全長426kmのタラプーサ川は、クーサ川との合流点の数キロ北のタラッシーに高さ18mの滝と砂州があるため、航行できない。アラバマ川は年間を通して航行できる。
19世紀、アラバマ川は物流の大動脈として、この地方の経済発展に重要な役割を果たした。現在も川を利用した農産物の輸送は行われているが、道路や鉄道の建設でかつてに比べれば重要性を失っている。
1712年にアラバマ川、クーサ川、タラプーサ川が発見された当時は、クリーク族のなわばりの中心地であったが、1830年代にインディアン居留地に強制移住された。
モンゴメリーからモービル川にかけてのアラバマ川で、ダムは3箇所ある。236.2マイル地点のロバート・F・ヘンリー・ダムと、133.0マイル地点のミラーズ・フェリー・ダム、72.5マイル地点のクレイボーン・ダムである。

## ギャラリー

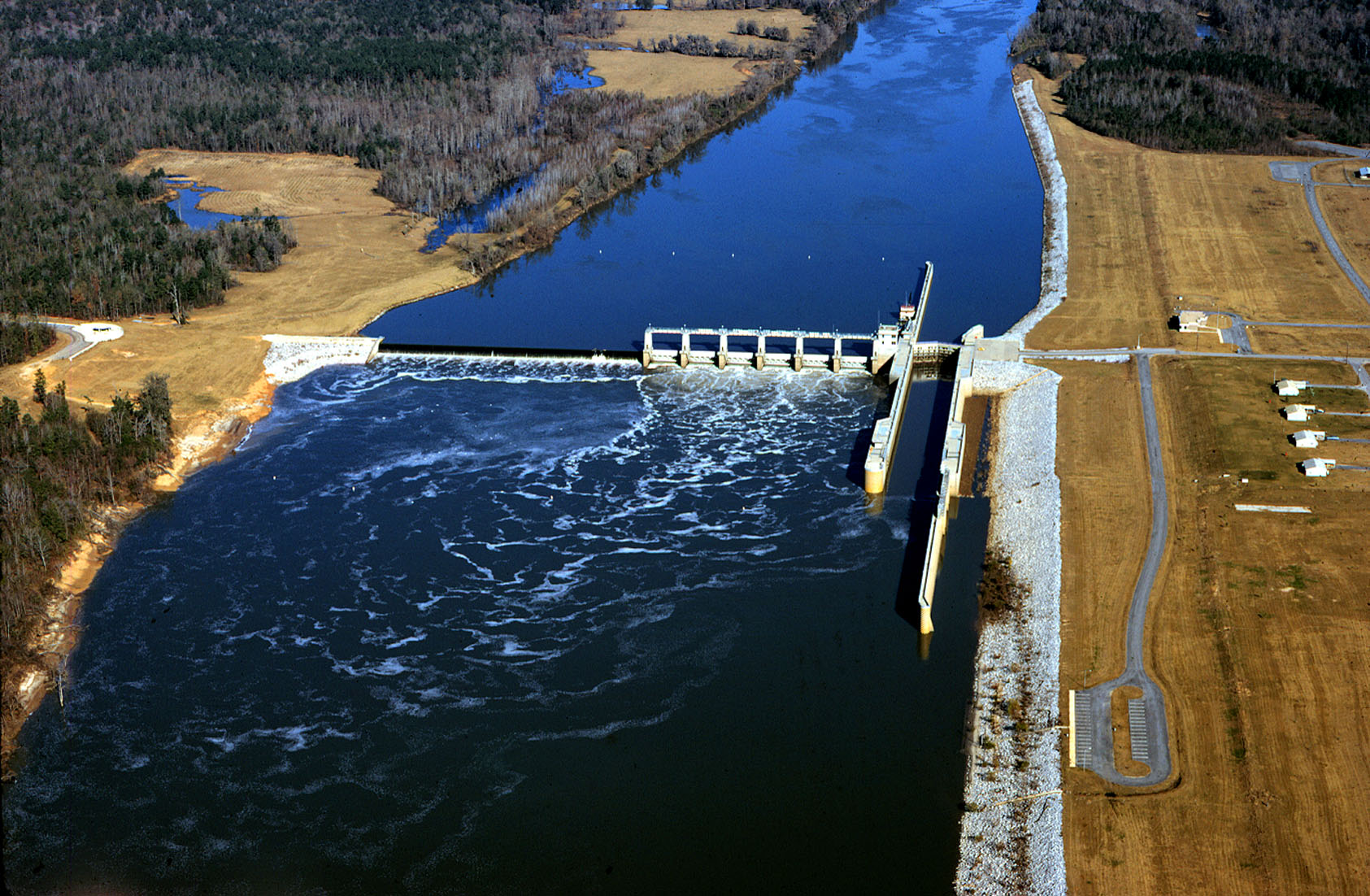
クレイボーン・ダム
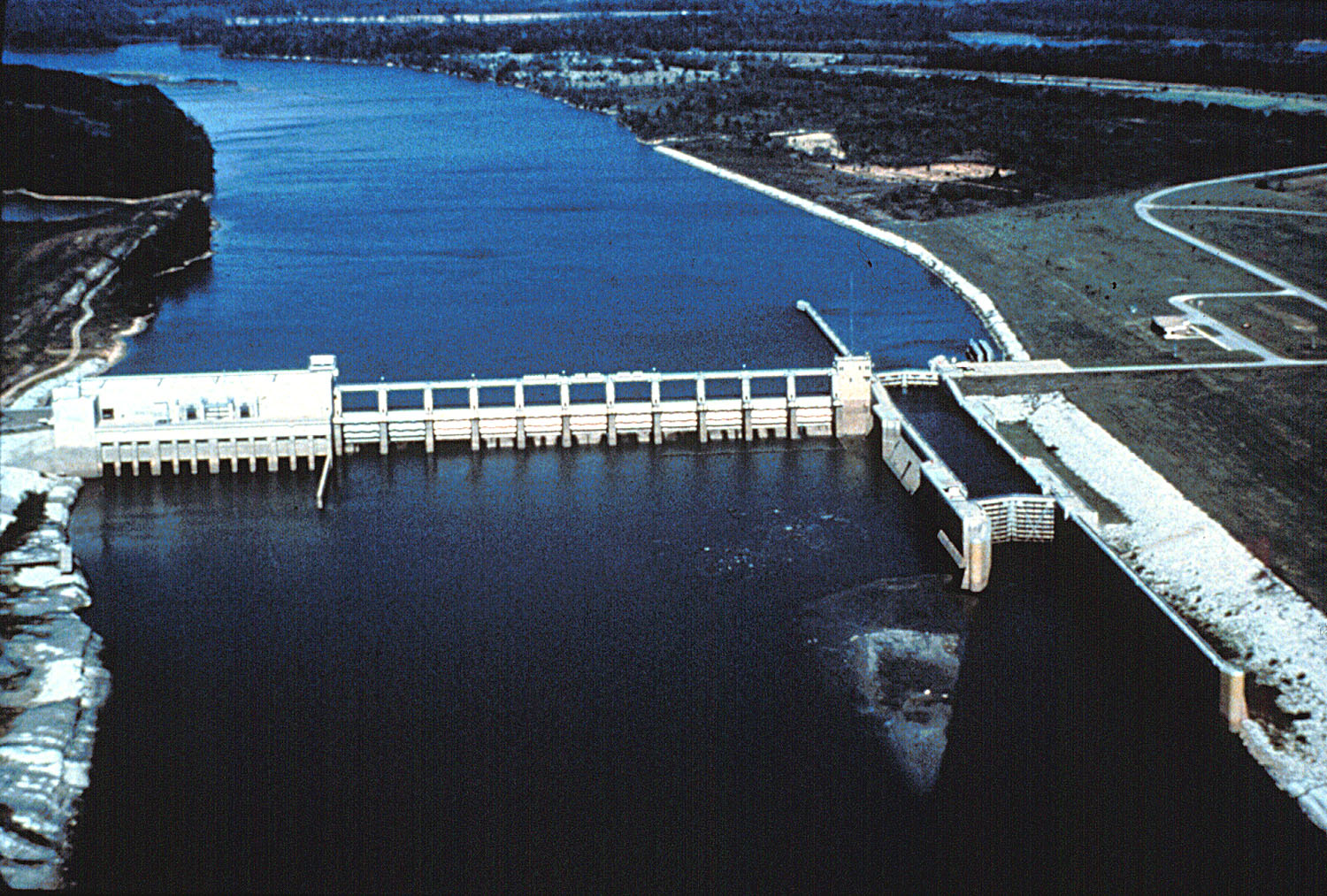
ロバート・F・ヘンリー・ダム
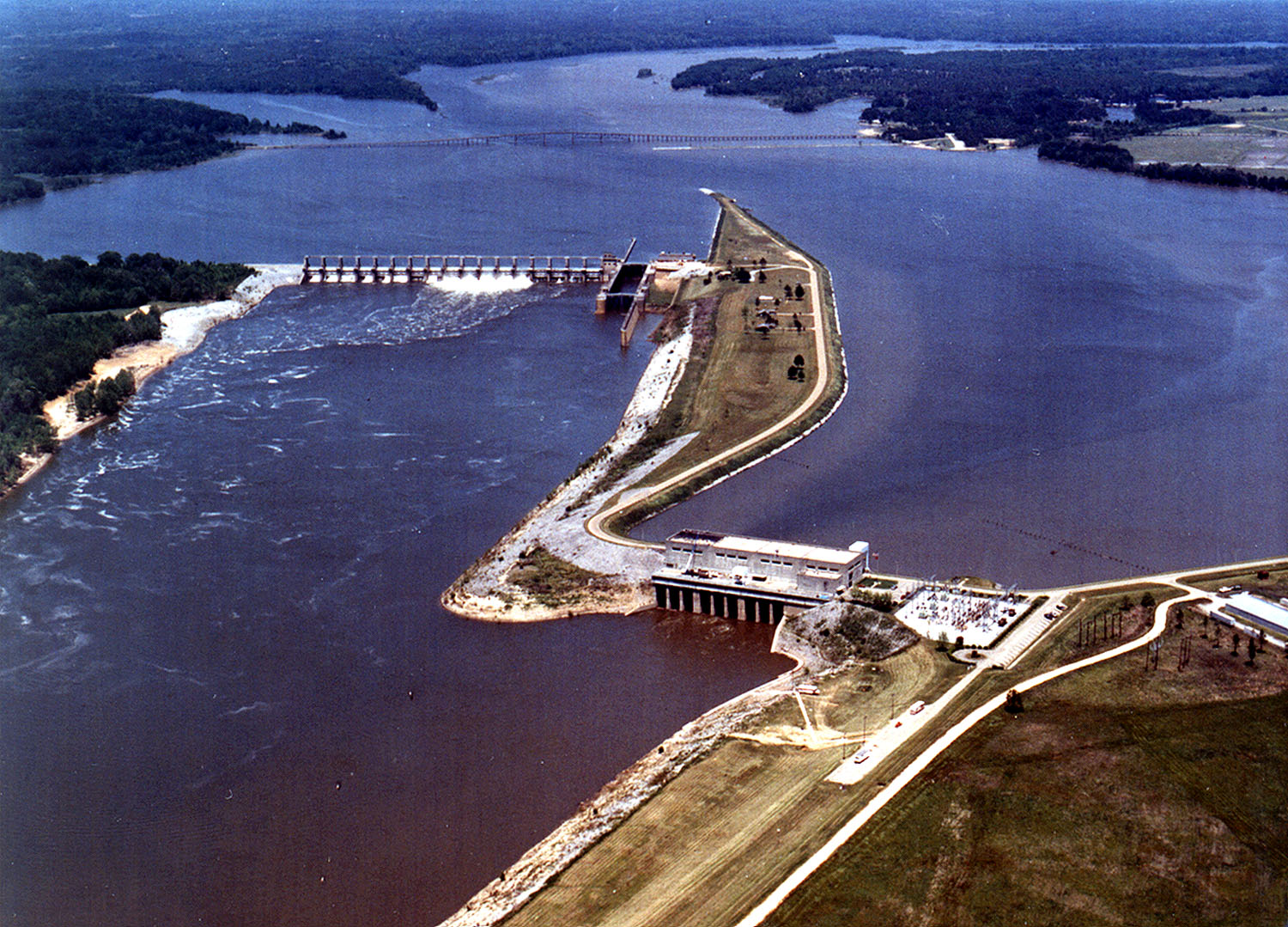
ミラーズ・フェリー・ダム
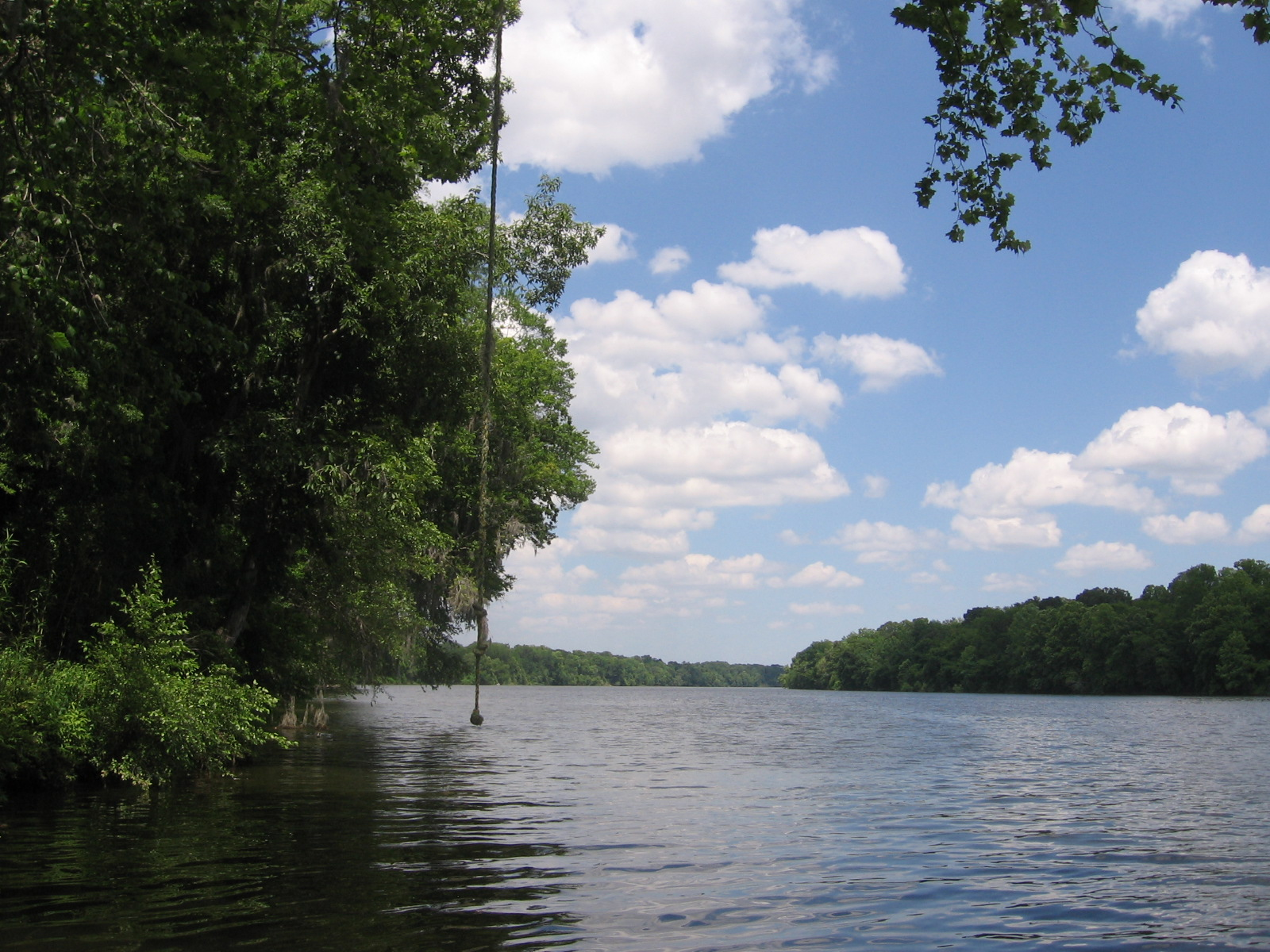
ダラス郡を流れるアラバマ川
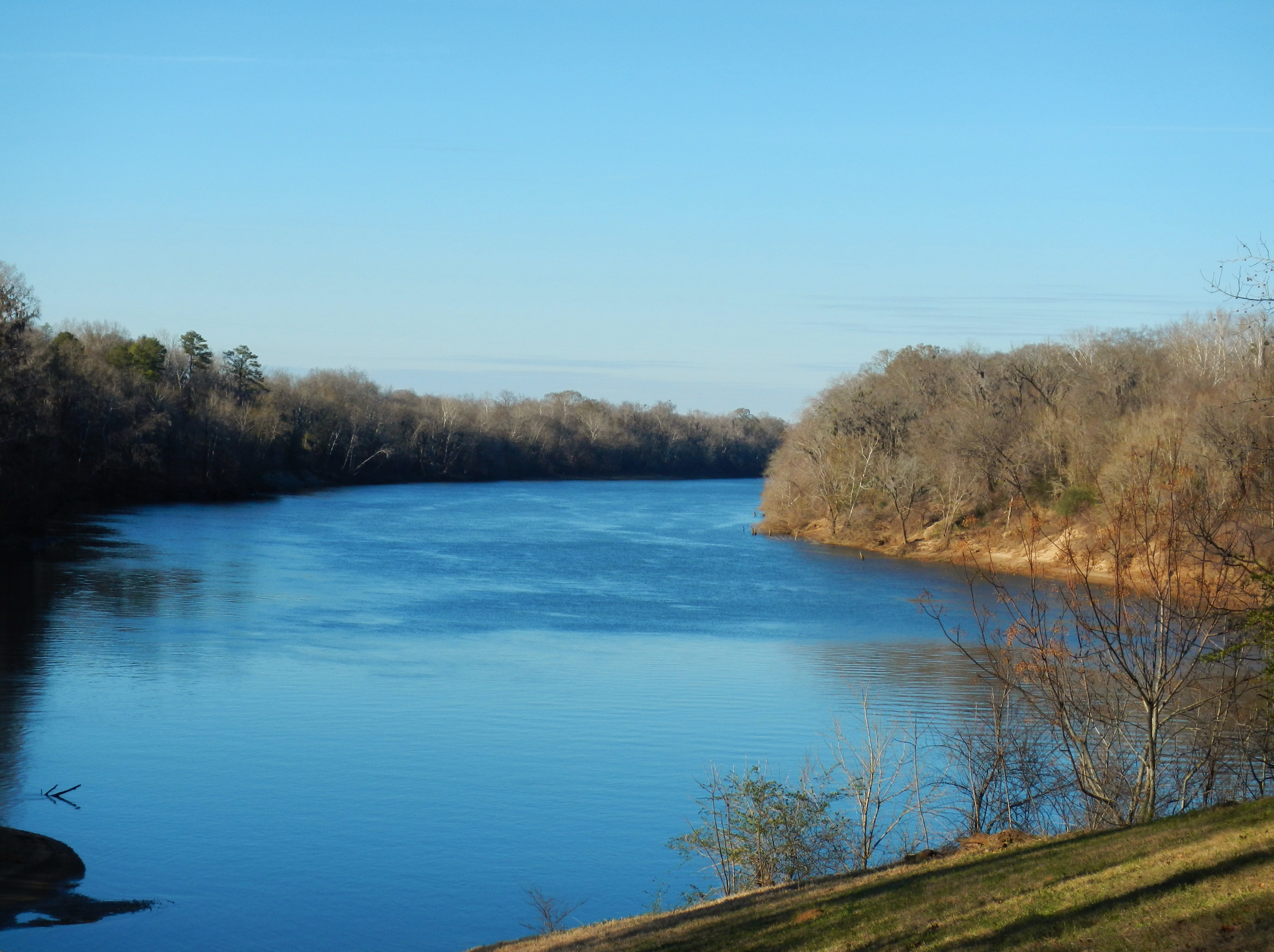
ラウンズ郡ベントンのベントン公園を流れるアラバマ川